# Iniziativa Socialdemocratica
Iniziativa Socialdemocratica (in albanese: Nisma Socialdemokrate) è un partito politico kosovaro di orientamento socialdemocratico fondato nel 2014 da Fatmir Limaj e Jakup Krasniqi, fuoriusciti dal Partito Democratico del Kosovo; inizialmente denominato Iniziativa Civica per il Kosovo (Nisma për Kosovën), è stato ridenominato nel 2018.

## Storia
Nelle elezioni locali kosovare del 2013, Limaj abbandonò il PDK per supportare il candidato sindaco di Mališevo Ragip Begaj. Il leader dell'Esercito di Liberazione del Kosovo Jakup Krasniqi è il cofondatore di Iniziativa Civica e, precedentemente, è stato anche Presidente dell'Assemblea del Kosovo. Jakup Krasniqi è stato eletto segretario del consiglio nazionale del partito.

### Elezioni 2014
Nelle Elezioni parlamentari in Kosovo del 2014, svoltesi l'8 giugno scorso, il neo partito ha raggiunto più del 5% delle preferenze con oltre 37.000 voti, vincendo 6 seggi all'Assemblea del Kosovo. I sei senatori sono: Fatmir Limaj, Haxhi Shala, Shukrije Bytyqi, Zafir Berisha, Valdete Bajrami, e Enver Hoti.

## Risultati elettorali
| Elezione          | Voti    | %     | Seggi    |
| ----------------- | ------- | ----- | -------- |
| Parlamentari 2014 | 37.680  | 5,15  | 6 / 120  |
| Parlamentari 2017 | 245.627 | 33,74 | 39 / 120 |
| Parlamentari 2019 | 42.083  | 5,00  | 6 / 120  |
| Parlamentari 2021 | 21.997  | 2,52  | 0 / 120  |
| 1. 2.             |         |       |          |